# Iglesia de San Vicente de Abando
La iglesia de San Vicente de Santiago de Abando (más conocida como, San Vicente de Abando) es un templo parroquial católico construido entre los siglos XVI y XVII situado en la ciudad de Bilbao en Vizcaya, País Vasco (España). 
Es un templo renacentista columnario levantado sobre una construcción anterior que fue la iglesia de la anteiglesia de Abando, antes de que esta fuera absorbida por la villa de Bilbao. Está considerado uno de los mejores ejemplos de iglesia columnaria del País Vasco. Se ubica en frente al que fue corazón de la anteiglesia, hoy convertido en los jardines de Albia.

## Historia
El edificio actual sustituyó en el siglo XVI a otro anterior gótico, erigido en 1190 a costa del Señorío de Ayala y Salcedo. La nueva fábrica inició su andadura hacia 1549 de la mano de Juan de Arratia y se terminó de construir a mediados del siglo XVII. Funcionó como el templo parroquial de la antigua anteiglesia de Abando, municipio vizcaíno luego absorbido por la villa de Bilbao y que en 1870 quedó formalmente anexionado a la misma. Hoy, la iglesia se sitúa en el distrito homónimo, frente a los Jardines de Albia, en el corazón comercial y financiero de la ciudad. 
San Vicente de Abando es sede canónica de la Cofradía de la Pasión, que titulariza el Paso del Ecce Homo, así como los de: Nuestro Padre Jesús de Pasión, El Borriquito, Nuestra Señora del Rosario y Ramos.

## Descripción

### Arquitectura

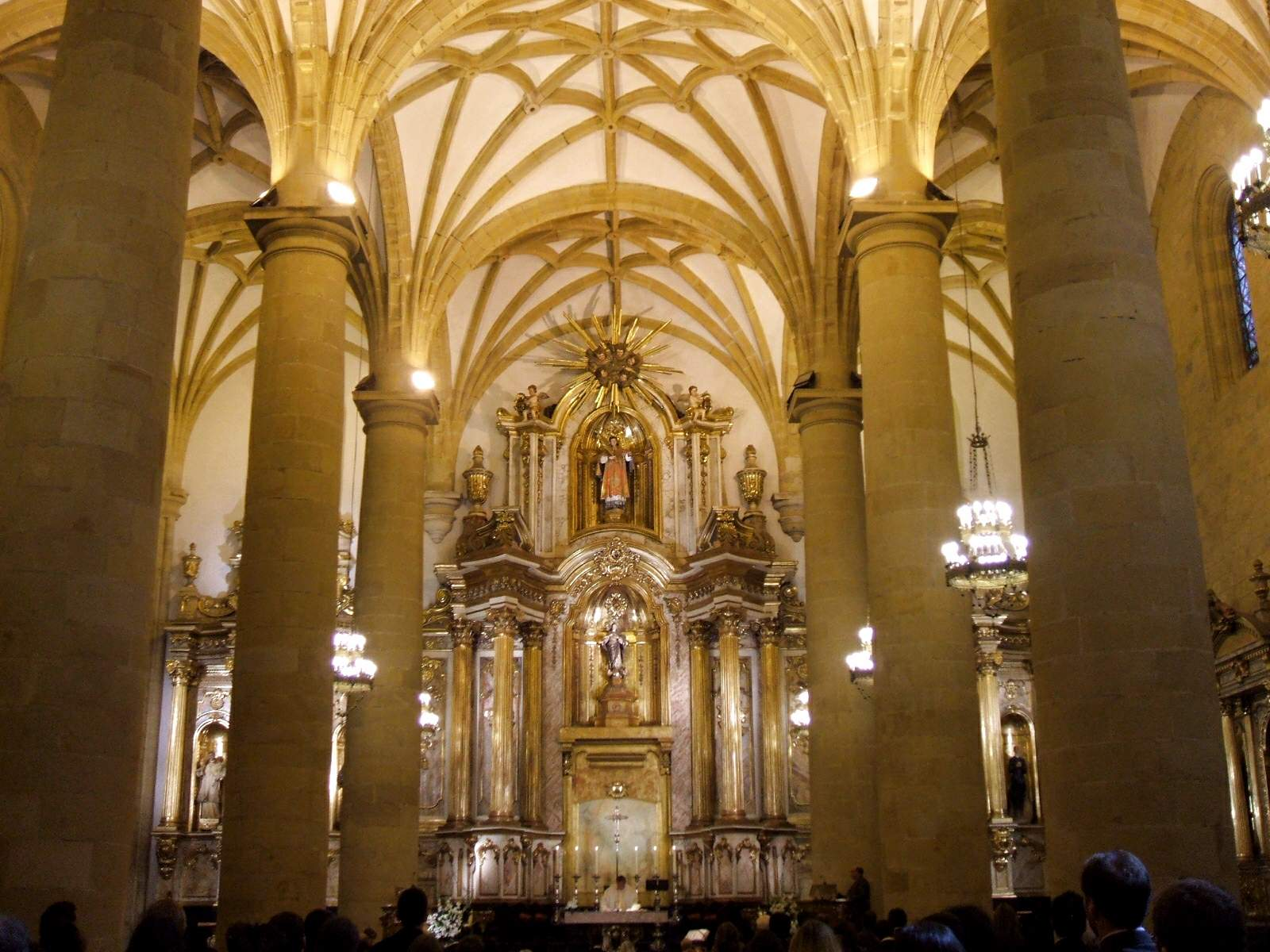
Cabecera de la iglesia

Construida en sillería y mampostería, se trata de una iglesia de planta de salón, típica de la arquitectura religiosa del Renacimiento español y muy particularmente del vasco. La planta se articula en tres naves, la central más ancha que las laterales, de cinco tramos cada una, dando lugar a 15 tramos en total, todos de la misma altura. El alzado consiste en ocho altas columnas de fuste cilíndrico y liso, de tipo toscano, y rematadas por capiteles de orden dórico. Sobre ellas descansan los arcos generatrices, nervios y terceletes (unidos por combados, dando lugar a nueve claves por tramo) de las bóvedas de crucería, obra de Martín Ibáñez de Zalbidea, que presentan el mismo dibujo en todos los tramos, de fortma uniforme y a la manera gótica de cuatro puntas con enriquecimiento de nervios en torno al polo y con nueve claves en total. Esta estructura fue levantándose con lentitud desde finales del siglo XVI hasta mediados del XVII. 
En su género de iglesia salón columnaria, San Vicente de Abando es un ejemplo particularmente depurado, ya que ni siquiera manifiesta espacio autónomo para la Capilla Mayor: la cabecera se funde con las naves, dando lugar a una planta exactamente rectangular, cuyas dimensiones son 37,9 m de longitud por 28 m de anchura. El perímetro es ampliado por tres capillas abiertas posteriormente en el tramo central del lado del Evangelio (norte) y hacia los lados en los dos tramos laterales de la cabecera. Estas dos capillas de la cabecera fueron costeadas por las familias Basurto de Acha y Aparicio de Uribe. El sistema de luces se conforma con una serie de ventanas de tamaño escaso realizadas en molduradas de medio punto y abiertas en pareja situadas el los lados sur y norte, junto al testero, donde se adosan edificios de viviendas y otros propios de la parroquia se adosan a lo largo de la iglesia, que queda por tanto encajonada entre construcciones muy posteriores a la fábrica original.
Consta de dos accesos. La portada más antigua es de tipología gótica tardía, con jambas, arquivoltas molduradas y apuntadas, y una pequeña talla de la Dolorosa; está orientada al sur, al final de un pasillo respetado por los edificios parroquiales. La otra portada, la principal, se ubica a los pies, integrando la fachada, y fue levantada en 1556 por la cuadrilla del maestro cantero Juan de la Peña, que empleó piedra de Axpe y Arrigúnaga.
Esta es monumental dentro de su sobriedad. La parte superior consiste en una torre-espadaña erigida en 1901 en estilo neo-barroco siguiendo un diseño de José María Basterra de 1894; sustituyó a una anterior de estilo clasicista. La espadaña se estructura en tres campaniles, pináculos y remate en forma de templete clásico. La parte inferior pertenece a la fábrica original del templo y toda ella es dominada por un gran arco apuntado rebajado que cobija a modo de pórtico una portada interior. Esta arranca con un arco de ingreso de tipo carpanel; sobre él, una hornacina flanqueada por pilastras, aletones de roleos y flameros, que acoge una imagen del santo titular del templo de estilo romanista; rematando el conjunto, una ventana adintelada hecha con dovelas y un sencillo frontón de cornisa curva.

### Capillas y mobiliario

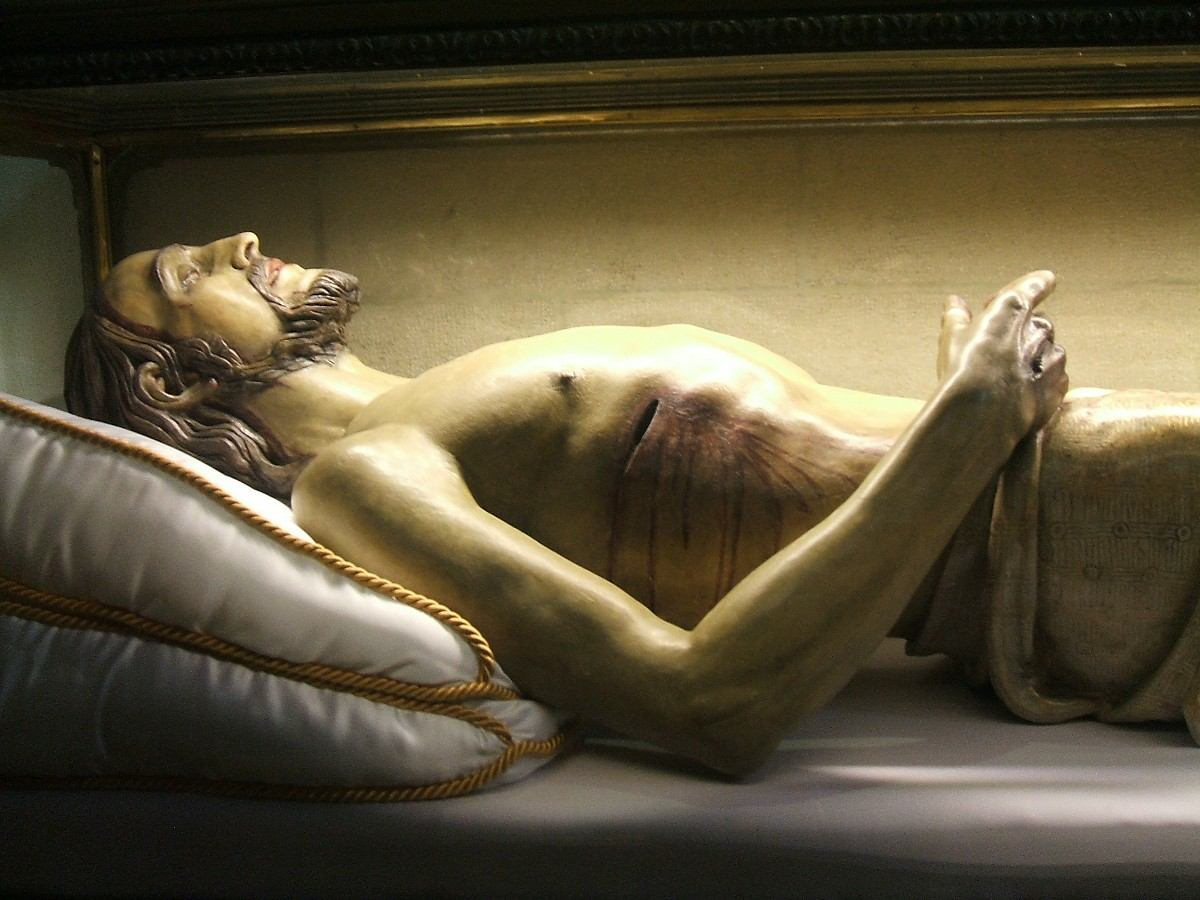
Cristo yacente, de Quintín de Torre.

El mobiliario interior consiste en cinco retablos de madera dorada que, pese a su vistosidad, presentan un valor artístico escaso por tratarse de obras modernas. El Retablo Mayor fue diseñado por el arquitecto Juan Blas de Hormaeche, quien adoptó un estilo neoclásico-isabelino, a caballo entre el barroco y el neoclásico del siglo XVIII. El mueble, con cuerpo de tres calles y ático, en planta mixitilínea, fue realizado entre 1860 y 1864 por el escultor bilbaíno Bernabé de Garamendi. Dividido en dos cuerpos, alberga una imagen barroca de la Inmaculada (siglo XVIII) y una talla del titular del templo realizada por el propio Garamendi. El dorado lo aplicó Isidoro Sanz. 
Los demás retablos, dispuestos simétricamente en los lados, son imitaciones en un estilo similar y aún más postreras, del siglo XX. Estas mazonerías acogen imágenes de santos talladas por el escultor Higinio Basterra. El arquitecto Ricardo Bastida fue el encargado de proyectar y dirigir, en 1926, la construcción de dos retablos situados en las cabeceras de las naves laterales, ejecutados en los talleres de José Olabarría: los dedicados al Sagrado Corazón de Jesús, flanqueado por San Antonio de Padua y San Ramón Nonato, y a San José, flanqueado por Alfonso María de Ligorio y San Gerardo. El Retablo de la Milagrosa, en el lado del Evangelio, incorpora tallas laterales de San Francisco Javier y San Ignacio de Loyola. El de Nuestra Señora del Perpetuo Socorro, en el lado de la Epístola, tallas laterales de San Roque y San Isidro.

#### Capilla de los Zumelzu o del Buen Suceso
La capilla del lado derecho de la cabecera, en el lado de la Epístola, fue construida entre 1652 y 1659 por maese Juan Pérez de Horma a costa de la familia de los Aparicio de Uribe, que pagó por ella 7300 reales. El espacio es cuadrado, se ilumina con vano adintelado y se cubre con cúpula rebajada. En ella pueden contemplarse una imagen de la Virgen Dolorosa, bulto para vestir, y un Cristo yacente en urna, obras del imaginero bilbaíno Quintín de Torre Berástegui, de principios del siglo XX.

#### Capilla del Carmen o de Villarías
En la parte anterior del flanco del Evangelio, fue patrocinada por los Basurto de Acha. Tiene planta cuadrada y se cubre con bóveda de arista. A su entrada, una breve placa en la pared atestigua una curiosa ofrenda de gratitud: “A Nuestra Señora del Carmen, los supervivientes del Vapor Fernando. L. de Ibarra como homenaje de agradecimiento”'. (Este navío de altura fue hundido el 20 de diciembre de 1943 en las costas de Portugal, pereciendo en el siniestro 25 tripulantes). La capilla acoge el Relieve de las Animas, bronce de Lorenzo Fernández de Viana (1927), un Cristo clavado en la Cruz, talla de madera realizada en 1926 por Julio Beobide y una talla de San Expedito de Ricardo Bellver, de 1916.

#### Sacristía
La Sacristía, construida en 1916 prolongando el eje mayor del tempo, posee dos pinturas de hacia 1780, un interesante Crucifijo, una talla antigua de San Vicente y un artístico mobiliario de uso práctico, como las cajoneras, un aguamanil olavatorio de útiles eucarísticos, fechado en 1914, y un singular cuadro de horas y oficios, ya fuera de uso, destinado a los distintos sacerdotes que tuvo la iglesia.
El templo acoge asimismo los restos del escritor vizcaíno, cronista y archivero del Señorío de Vizcaya Antonio de Trueba, conocido popularmente como Antón el de los Cantares. Cabe señalar que por la pila bautismal de esta iglesia, con copa hemisférica gallonada del siglo XVIII, han pasado varios personajes ilustres, entre otros, en 1865, Sabino de Arana. En el baptisterio se halla también un relieve del Bautismo de Cristo, bronce de Ricardo Iñurria (1966) y sobre el mismo un mural de realizado en 2008 por Ignacio García Ergüin titulado La última cena. En el coro se emplaza un órgano del fabricante Amezua, de 1894.

## Galería de imágenes

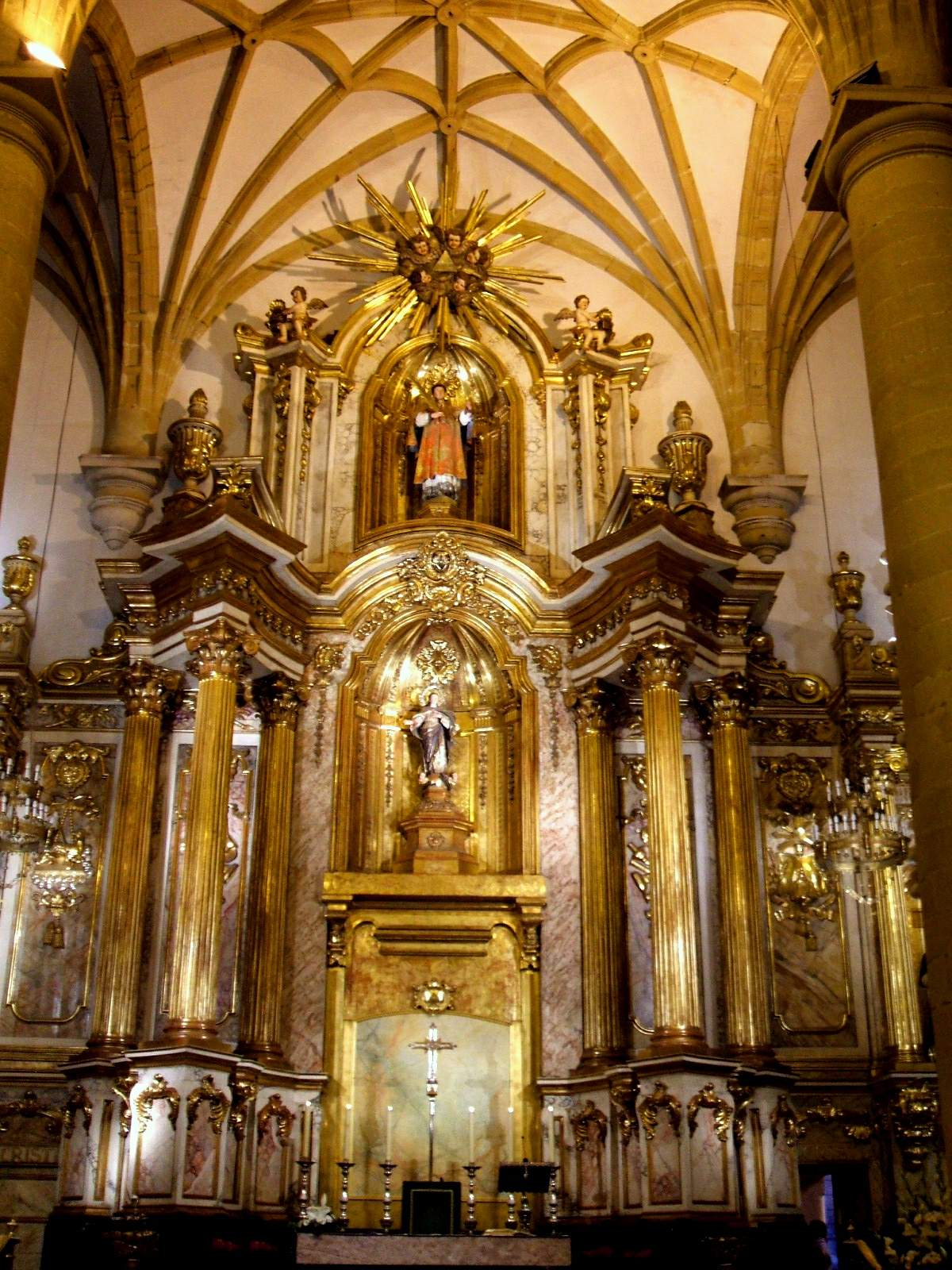
Retablo Mayor
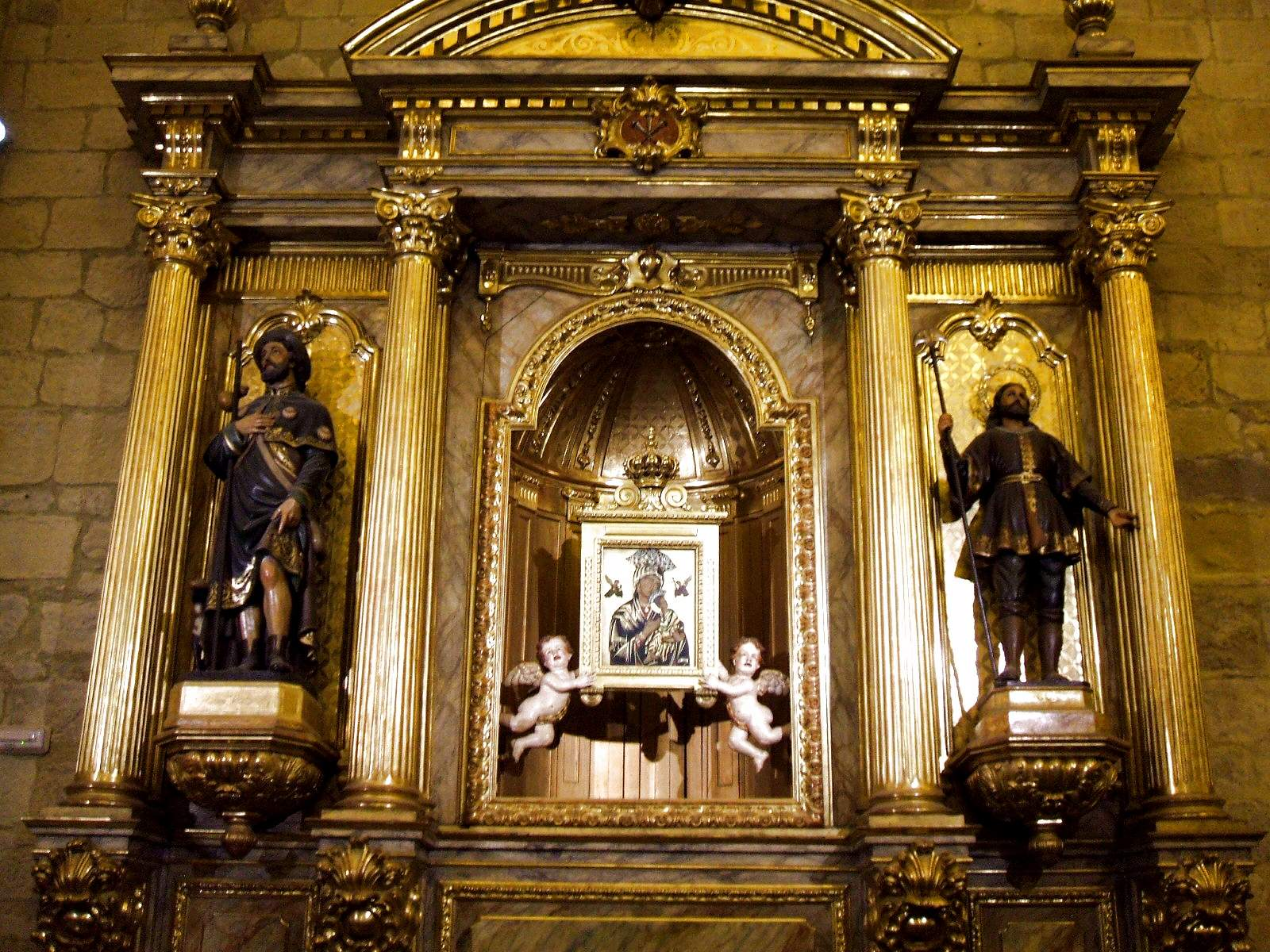
Retablo lateral
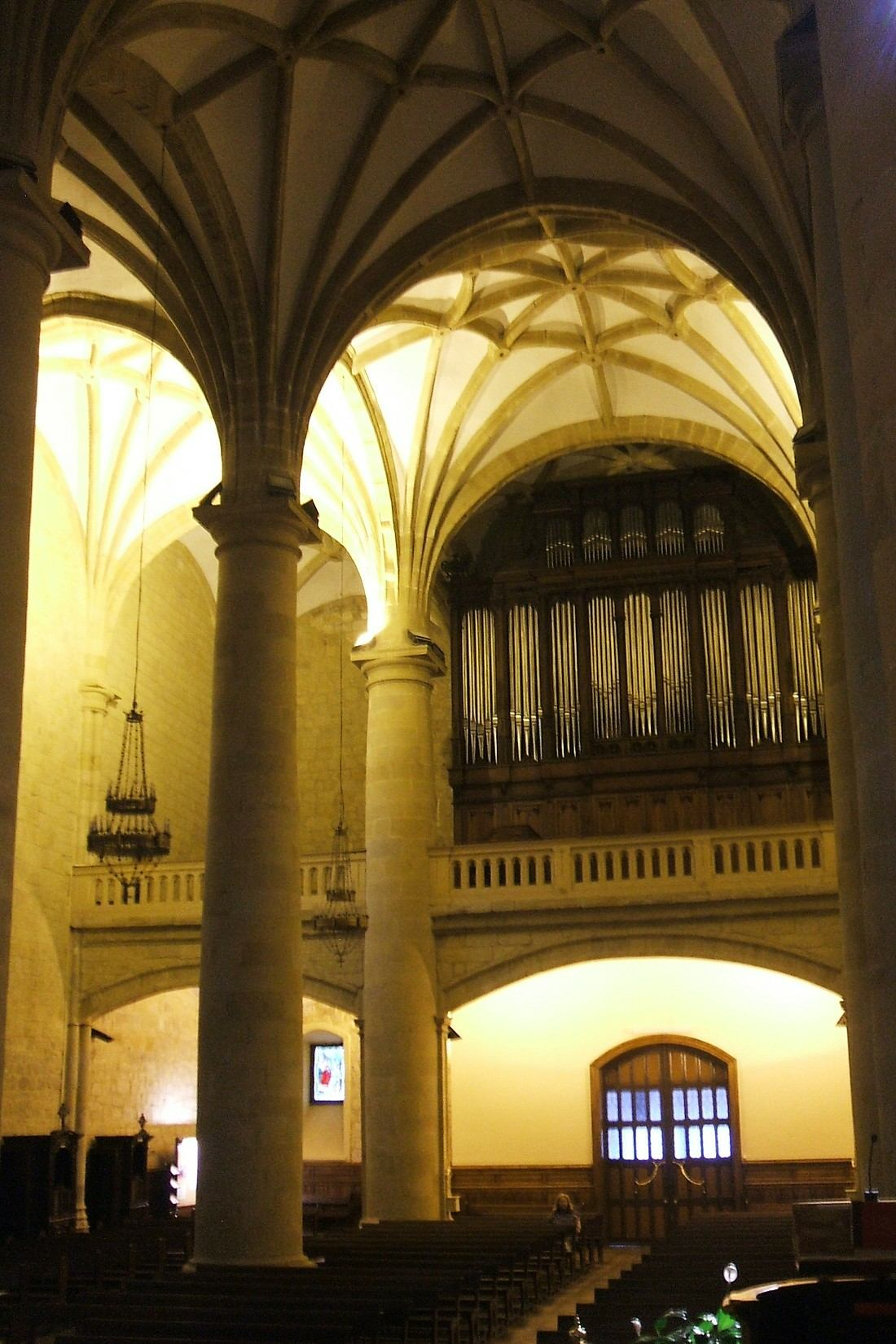
Columnas y bóvedas
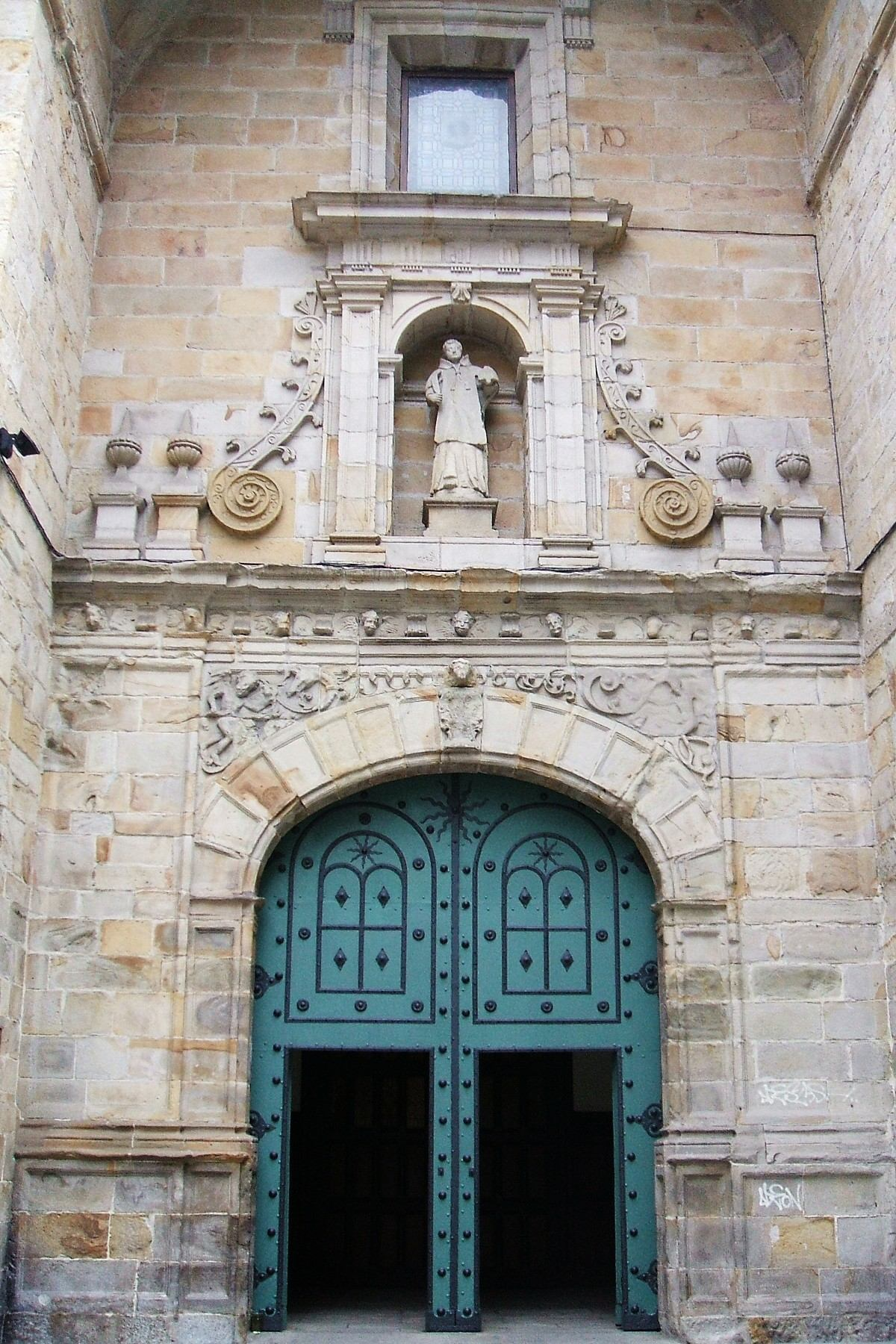
Portada principal
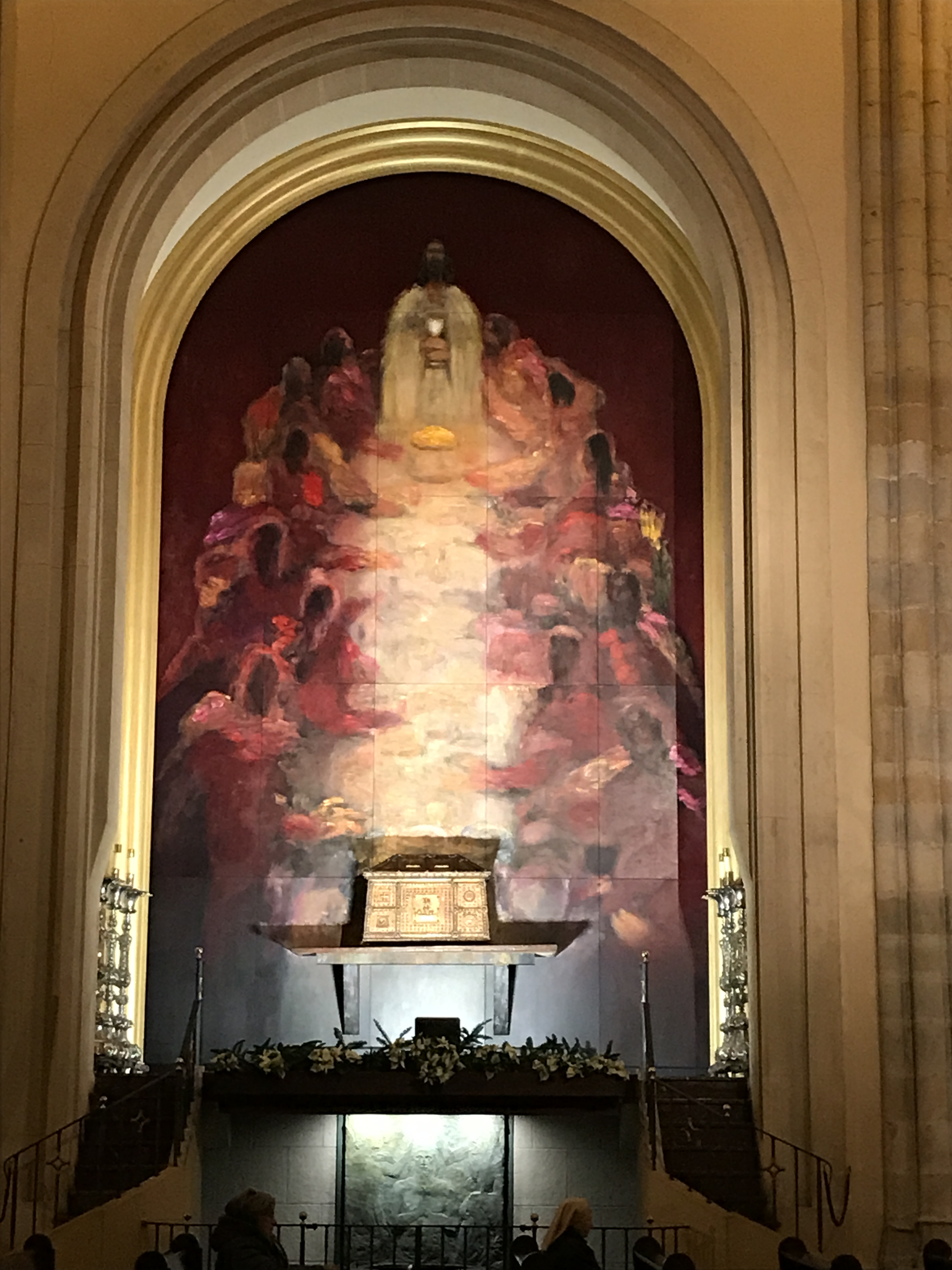
Mural "La última Cena" de Ignacio García-Ergüin